# Кемализъм
Кемализмът (тур. Kemalizm и Atatürkçülük) е турска националистическа идеология, издигната за първи път в държавна доктрина от Ататюрк. Смята се за конституционна идеология на Турската република.
Поддръжниците на кемализма го препоръчват като ефективен метод за развитие на ислямските страни от Третия свят. Тези възгледи се базират на рязката модернизация по западен образец и разрива с предишните културни традиции, заложени в Корана.
В неговата основа лежат 6 основни точки или „стрели“. Първите 4 точки са формулирани в Конституцията на Република Турция от 1927 г., а през 1931 г. са добавени още 2 точки. Окончателно те са закрепени в конституцията от 1937 г. 6-те стрели на кемализма са следните:
- републиканизъм,
- национализъм,
- единен народ (демократизъм),
- секуларизъм (лаицизъм),
- държавна намеса (етатизъм),
- реформизъм (революционност).